# Marcos Farfán de los Godos
Marcos Farfán de los Godos (Siviglia, ... – ...; fl. XVI secolo) è stato un esploratore e scrittore spagnolo che esplorò la Nuova Spagna, nei moderni stati del Messico e dell'Arizona..

## Biografia
Farfán de los Godos nacque a Siviglia, in Spagna. Fu inviato nelle regioni settentrionali dell'attuale Messico da Juan de Oñate per esplorare il territorio e valutare la possibilità di sfruttare le miniere. Oñate era stato nominato nel 1595 adelantado, governatore e capitano generale della Provincia di Santa Fe de Nuevo México.
Nel novembre del 1598, Farfán, in qualità di capitano della guardia, si addentrò nell'attuale Arizona, dove entrò in contatto con membri del popolo hopi per ottenere informazioni sulla posizione delle miniere che si diceva ci fossero nella zona. Farfán fece reclami sulle miniere vicino all'attuale città di Jerome (Arizona).
Inoltre, Farfán de los Godos scrisse diverse opere teatrali alla fine del XVI secolo. Infatti, una delle sue commedie d'avventura è considerata la prima opera europea prodotta negli Stati Uniti, rappresentata il 30 aprile 1598 vicino all'attuale città di El Paso.
Il poeta epico neo-ispanico Gaspar Pérez de Villagrá menzionò Farfán in uno dei suoi poemi.